# Antonín Vondrejc
Antonín Vondrejc je český román z roku 1925, jedno z děl, které zařazuje K. M. Čapka-Choda do čela české realistické prózy doby po první světové válce. Hlavní hrdina Antonín Vondrejc i jeho doba jsou terčem kritického naturalistického realismu. Ústřední postava románu je zneuznaný básník, redaktor, pošlapávaný umělec rozpolcen nejen nepřízní osudu a komplikovaným citovým životem, ale i tvrdě zápasící s překážkami na jeho umělecké cestě životem, ve světě zdánlivě plném povýšenosti a pokrytectví.
Samotný román je rozdělený do dvou dílů o postavě spisovatele Antonína Vondrejce. Kniha vypráví o jeho současných či minulých příhodách ústících v jeho vnitřní rozpolcení.

## Děj
Kniha vypráví o boji jednotlivce proti společnosti, o jeho životním příběhu a vnitřním trápení. Antonín Vondrejc, romantický, citlivý a přes své neštěstí schopen si uvědomovat sebe samotného, vidět věci jaké jsou, přesto však bez vůle je měnit. Ocitá se po prvním z jeho uměleckých úspěchů, divadelní hry Král Ječmínek, v kleštích neřešitelného rozporu. Milenecký vztah Vondrejcův k prosté židovské číšnici Anně mu neustále brání v rozletu. Po vydání mnohými oceňované básnické sbírky Poskvrněná početí, neobdrží od státu peněžní odměnu on, ale pouze autor jejího německého překladu. Dále srážen k zemi neúspěchy je čím dál více starostlivou a ochranářskou Annou zotročován, zbavován samotné svobodné vůle a sebeúcty. Toto jeho trápení ve styku s denní životní realitou nabývá postupně nových podob, přerůstá v konflikt společenský. Společnost, resp. její morálka, ve které Vondrejc žije a pracuje (prostředí pražských umělců, novinářů, sám je zaměstnán jako redaktor), hledí na jeho počínaní s nechutí, soužití básníka a člena redakce jednoho z předních pražských listů s obyčejnou sklepnicí od Šaršlů (podnik kde Anna pracuje) je nepřijatelné. Vše okolo této skutečnosti si Vondrejc uvědomuje, avšak pomoci si nemůže. Rozpolcen mezi láskou k Anně a ctižádostivostí spolu s nehasnoucí básnickou inspirací, se opakovaně stává obětí své nerozhodnosti vyřešit nějak svůj život. Dobře si uvědomuje že vše začíná vést ke tragickému konci. Ve chvíli kdy se Anně narodí dceruška je s ní básník spoután nadobro a bezvýchodně, ve stejné době je díky srdeční chorobě ochromen a tak je na Anně naprosto závislý. Neopouští svůj pokoj, později ani postel, pohrává si s myšlenkou sebevraždy, přemýšlí nad předávkováním či skokem z okna. Ještě naposledy se vzchopí a rozhodne se napsat velký básnický epos s tematikou křížových výprav, pak již rezignuje na vše.V tragické chvíli naprosté bezmocnosti v záchvatu blížící se smrti, obklopen vidinami, se Vondrejc zbavuje svého břemene rozervanosti a bídy. Umírá usmířen,oproštěný nadobro od věčného sváru srdce a rozumu. Jeho tělo se dostane do anatomického ústavu kde na něm Vondrejcův snad nejlepší a nejstarší přítel Floryš Vestyd úspěšně složí zkoušku, později dohlédne aby byl Vondrejc řádně pohřben.

## Hlavní postavy

### Antonín Vondrejc
Hlavní postava románu, spisovatel a redaktor, umělecká citlivá duše setkávající se s věčnými kariérními nezdary, někdy svou vinou, někdy vinou osudu. Setkáváme se s jeho rozpolceností a nerozhodností, několikrát se pokusil od Anny utéci, ale marně, "žal" z nezdarů se snad snaží nahradit radostí z návštěv hospod plných podobných umělců, avšak jeho problémy toto počínání neřeší.

### Anna
Vonjdrejcova přítelkyně a později žena, otylá číšnice v krčmě U Šaršlů, nestoudně, vesnicky působící, bez přehledu, ambicí. Upřímně miluje Vondrejce celým svým srdcem, až si jeho podmanivou duši takřka zotročí.

### Floryš Vestyd
Starý Vondrejcův přítel, dobře obeznámen s jeho povahou a problémy, snaží se napomoci, avšak marně.

## Jazyk
Kniha je psána dobovým po většině spisovným jazykem, vyskytují se německá sousloví, i celé konverzace v němčině, dále je kniha plná latinských, francouzských a dalších výrazů, většinou z umělecké sféry. Pro svou mnohojazyčnost má verze z roku 1955 Československého spisovatele vzadu vysvětlivky.